# 사혈

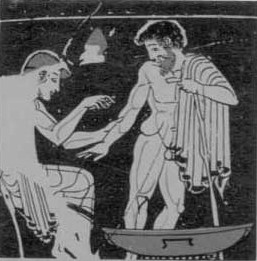
사혈을 주제로 한 고대의 그림

사혈은 병의 치료를 목적으로 환자의 피를 주사기를 써서 몸 밖으로 뽑아내는 일이다. 주로 다혈증에 대하여 실시한다. 자락(刺絡)이라고도 한다.

## 같이 보기
- 헌혈
- 부항
- 혈액학
- 의학사
- 사체액설
- 만병통치약